# Сартбаш
Сартба́ш (рос. Сартбаш, башк. Һартбаш) — присілок у складі Альшеєвського району Башкортостану, Росія. Входить до складу Абдрашитовської сільської ради.
Населення — 2 особи (2010; 4 в 2002).
Національний склад:
- татари — 75 %